# Condado de Laurens (Georgia)
El condado de Laurens (en inglés: Laurens County), fundado en 1807, es uno de 159 condados del estado estadounidense de Georgia. En el año 2007, el condado tenía una población de 47 520 habitantes y una densidad poblacional de 21 personas por km². La sede del condado es Dublin.

## Geografía
Según la Oficina del Censo, el condado tiene un área total de 2120 km² (818,5 mi²), de la cual 2104 km² (812,4 mi²) es tierra y 16 km² (6,2 mi²) (0,76%) es agua.

### Condados adyacentes
- Condado de Johnson (noreste)
- Condado de Emanuel (noreste)
- Condado de Treutlen (este)
- Condado de Wheeler (sur)
- Condado de Dodge (suroeste)
- Condado de Bleckley (oeste)
- Condado de Wilkinson (noroeste)
- Condado de Twiggs (noroeste)

## Demografía
Según el censo de 2000,, los ingresos medios por hogar en el condado eran de $32 010, y los ingresos medios por familia eran $38 586. Los hombres tenían unos ingresos medios de $29 412 frente a los $21 711 para las mujeres. La renta per cápita para el condado era de $16 763. Alrededor del 18,4% de la población estaban por debajo del umbral de pobreza.

## Transporte

### Principales carreteras
- Interestatal 16
- U.S. Route 80
- U.S. Route 319
- U.S. Route 441
- Ruta Estatal de Georgia 19
- Ruta Estatal de Georgia 26
- Ruta Estatal de Georgia 29
- Ruta Estatal de Georgia 31
- Ruta Estatal de Georgia 86
- Ruta Estatal de Georgia 117
- Ruta Estatal de Georgia 128
- Ruta Estatal de Georgia 199
- Ruta Estatal de Georgia 257
- Ruta Estatal de Georgia 338

## Localidades
- Allentown
- Cadwell
- Dexter
- Dublin
- Dudley
- East Dublin
- Lovett (no incorporada)
- Montrose
- Rentz